# The Peanuts Movie
The Peanuts Movie (bra: Snoopy & Charlie Brown: Peanuts, o Filme; prt: Snoopy e Charlie Brown: Peanuts - O Filme) é um filme 3D de animação digital estadunidense de aventura e comédia produzido pelo estúdio Blue Sky Studios e distribuído pela 20th Century Fox, baseado na tira de banda desenhada (ou tirinha) Peanuts de Charles M. Schulz. O filme foi realizado por Steve Martino e escrito por Craig Schulz, Bryan Schulz e Cornelius Uliano e contou com a participação de Bill Meléndez (por meio de gravações arquivadas) e Noah Schnapp na dobragem. Este é o quinto filme de longa-metragem a ser baseado na tirinha e o primeiro filme baseado nos personagens, desde o último feito há 35 anos atrás. O filme comemora o 65.º aniversário da banda desenhada e estrela Charlie Brown em uma jornada épica.
O filme foi lançado nos Estados Unidos em 6 de novembro de 2015, em Portugal em 24 de dezembro de 2015 e no Brasil em 14 de janeiro de 2016.

## Trama
Snoopy vai contra seu inimigo o Barão Vermelho, enquanto Charlie Brown tenta ganhar a afeição da Garota Ruivinha, que acaba de se mudar para o bairro.

## Elenco
| Personagens        | Voz Original             |
| ------------------ | ------------------------ |
| Snoopy             | Bill Meléndez            |
| Charlie Brown      | Noah Schnapp             |
| Woodstock          | Bill Meléndez            |
| Lucy van Pelt      | Hadley Belle Miller      |
| Chiqueirinho       | AJ Teece                 |
| Schroeder          | Noah Johnston            |
| Patty Pimentinha   | Venus Schultheis         |
| Linus van Pelt     | Alexander Garfin         |
| Ruivinha           | Francesca Capaldi        |
| Frieda             | Francesca Capaldi        |
| Franklin Armstrong | Mar Mar                  |
| Sally Brown        | Mariel Sheets            |
| Marcie             | Rebecca Bloom            |
| Shermy             | William Alexander Wunsch |
| Patty              | Anastasia Bredikhina     |
| Violet Gray        | Madisyn Shipman          |

Por causa da quantidade robusta de personagens existentes de Peanuts, o filme não vai introduzir quaisquer novos personagens. Outros personagens que aparecerão no filme são a paixoneta de Snoopy, Fifi; o irmão do Snoopy, Olaf, Frieda e um grupo de Beagle Scouts.

## Lançamento
O filme foi lançado nos Estados Unidos em 6 de novembro de 2015. Originalmente o filme tinha sido planeado para ter seu lançamento acontecido em 25 de novembro de 2015, para "comemorar o 65.º aniversário da banda desenhada e o 50.º aniversário do especial de televisão A Charlie Brown Christmas", antes de ser remarcada para 6 de novembro de 2015, em novembro de 2012. O filme foi lançado no Reino Unido em 21 de dezembro de 2015, sob o título de Snoopy and Charlie Brown: The Peanuts Movie. No Brasil, o filme foi lançado em 14 de janeiro de 2016, sob a distribuição da Fox Film do Brasil e em Portugal, o filme foi lançado nos cinemas em 24 de dezembro de 2015, sob a distribuição da Big Picture Films.